# Ōsaki (Tokyo)
Pour les articles homonymes, voir Ōsaki.
Ōsaki (大崎) est un quartier dans l'arrondissement de Shinagawa à Tokyo au Japon.

## Géographie

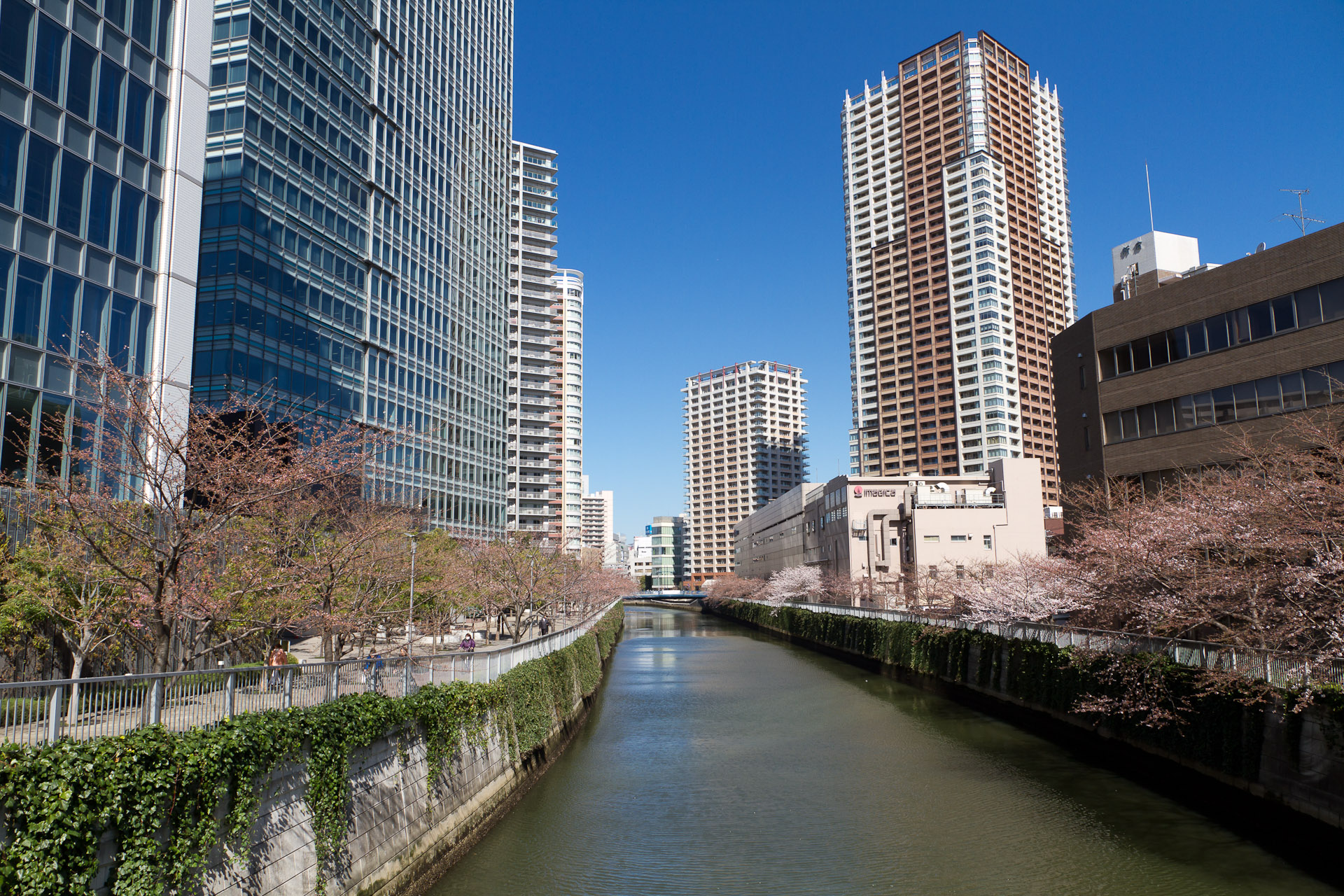
La rivière Meguro à Ōsaki.

Ōsaki se trouve dans la partie nord de l'arrondissement de Shinagawa, dans le sud de Tokyo. La rivière Meguro borde le quartier.

## Transport
La gare d'Ōsaki se trouve dans ce quartier. Elle est desservie par des lignes de deux compagnies :
- JR East : Yamanote, Saikyō, Shōnan-Shinjuku
- TWR : Rinkai

## Enseignement
L'université Rissho (en) se trouve dans le quartier.